# 貝魯里
03°53′54″S 61°22′23″W / 3.89833°S 61.37306°W
貝魯里（葡萄牙語：Beruri）是巴西的城鎮，位於該國北部，由亞馬遜州負責管轄，始建於1981年12月10日，面積17,251平方公里，海拔高度35米，2014年人口17,755，人口密度每平方公里1.03人。